# Jorge Enrique Izaguirre Rafael
Jorge Enrique Izaguirre Rafael CSC (ur. 14 stycznia 1968 w Casma) – peruwiański duchowny rzymskokatolicki, w latach 2015-2023 prałat terytorialny Chuquibamby, od 2024 biskup diecezjalny Chosica. 

## Życiorys
Święcenia kapłańskie przyjął 15 lutego 1997 w Zgromadzeniu Świętego Krzyża. Po święceniach pełnił funkcję rektora domu formacyjnego w Canto Grande. W latach 1999–2009 był asystentem prowincjała, a w latach 2012–2015 asystentem generalnym zakonu.
11 maja 2015 został prekonizowany prałatem terytorialnym Chuquibamby. Sakry biskupiej udzielił mu 10 lipca 2015 bp Norbert Strotmann.
27 grudnia 2023 papież Franciszek przeniósł go na urząd biskupa diecezjalnego diecezji Chosica. Ingres odbył 24 lutego 2024. Od sierpnia 2024 jest pierwszym wiceprzewodniczącym Konferencji Episkopatu Peru